# Place Keith-Haring
La place Keith-Haring est une voie du 13e arrondissement de Paris. Elle porte le nom de l'artiste américain Keith Haring (1958-1990).

## Situation et accès
La place Keith-Haring se trouve dans un renfoncement du boulevard du Général-d'Armée-Jean-Simon (no 26, cerné par le Bâtiment Olympe-de-Gouges du Campus Paris Rive Gauche et un immeuble de bureaux, Kaleido), non loin de l'avenue de France.
Elle se situe à proximité de la station Avenue de France de la ligne de tramway T3a. Elle est également desservie par la ligne 14 du métro à la station Bibliothèque François-Mitterrand et par la ligne C du RER à la gare de la Bibliothèque François-Mitterrand.

## Origine du nom
La place porte le nom de l'artiste, dessinateur, peintre et sculpteur américain Keith Haring (1958-1990)

## Historique
Elle est située sur le tracé de la ligne de Petite Ceinture. Les voies ont disparu lors des travaux de la ZAC Paris Rive Gauche mais la ligne, qui reste propriété de la SNCF, n'est pas déclassée et fait l'objet de réservations dans les bâtiments attenants.
La place Keith-Haring, provisoirement nommée « M5B2/B3 », a été aménagée par la SEMAPA dans l'attente d'une décision concernant l'avenir ferroviaire du site . De même, les réservations dans les bâtiments, boîtes de béton isolant ceux-ci des vibrations, ont fait l'objet d'un aménagement réversible : la vitrine Scope et la galerie d'art Itinerrance,,. 
La place Keith-Haring a reçu son nom actuel le 1er juin 2018.

## Bâtiments remarquables et lieux de mémoire
- L' Avenue de France ;
- Les Tours Duo de Jean Nouvel et la promenade Germaine-Sablon;
- La galerie Itinerrance.